# 權永進
权永进，又名权英进 。现任朝鲜劳动党中央政治局委员、党中央军事委员会委员、朝鲜人民军总政治局原局长，曾为朝鲜人民军次帅，现军衔降为大将。

## 生平
2006.4.14，升任朝鲜人民军少将（所属部队不明）。
2015.11，担任李乙雪国葬委员会委员。
2018.8.16，担任金永春国葬委员会委员。
2020年5月23日，朝鲜劳动党中央军事委员会委员长金正恩签署命令，晋升朝鲜人民军指挥成员的军衔。权永进晋升上将。
2020年6月7日，朝鲜劳动党第七届中央委员会第十三次政治局会议补选权永进为党中央委员。
2021年1月10日，在朝鲜劳动党第八届中央委员会第一次全体会议上当选为党中央委员会政治局委员、党中央军事委员会委员。
2021年2月24日，在朝鲜劳动党第八届中央军事委员会第一次扩大会议上被授予朝鲜人民军次帅军衔。
2022年2月，降为大将。